# Kangarina quellita
Kangarina quellita is een mosselkreeftjessoort uit de familie van de Cytheruridae. De wetenschappelijke naam van de soort is voor het eerst geldig gepubliceerd in 1937 door Coryell & Fields.